# Wereldkampioenschap schaken vrouwen 2023
Het Wereldkampioenschap schaken van 2023 voor vrouwen was een schaaktoernooi waarbij de wereldkampioen Ju Wenjun speelde tegen Lei Tingjie. de winnaar van het kandidatentoernooi. Wenjun won de match en bleef daarmee de wereldkampioen. De match werd gehouden van 5 t/m 23 juli 2023. De eerste helft werd gespeeld in Shanghai. Vanaf 13 juli vond het toernooi plaats in Chongqing.

## Uitslag
| Speler      | Rating | 1 05/07 | 2 06/07 | 3 08/07 | 4 09/07 | 5 11/07 | 6 12/07 | 7 15/07 | 8 16/07 | 9 18/07 | 10 19/07 | 11 21/07 | 12 22/07 | Totaal |
| ----------- | ------ | ------- | ------- | ------- | ------- | ------- | ------- | ------- | ------- | ------- | -------- | -------- | -------- | ------ |
| Ju Wenjun   | 2564   | ½       | ½       | ½       | ½       | 0       | ½       | ½       | 1       | ½       | ½        | ½        | 1        | 6½     |
| Lei Tingjie | 2554   | ½       | ½       | ½       | ½       | 1       | ½       | ½       | 0       | ½       | ½        | ½        | 0        | 5½     |

## Kandidatentoernooi

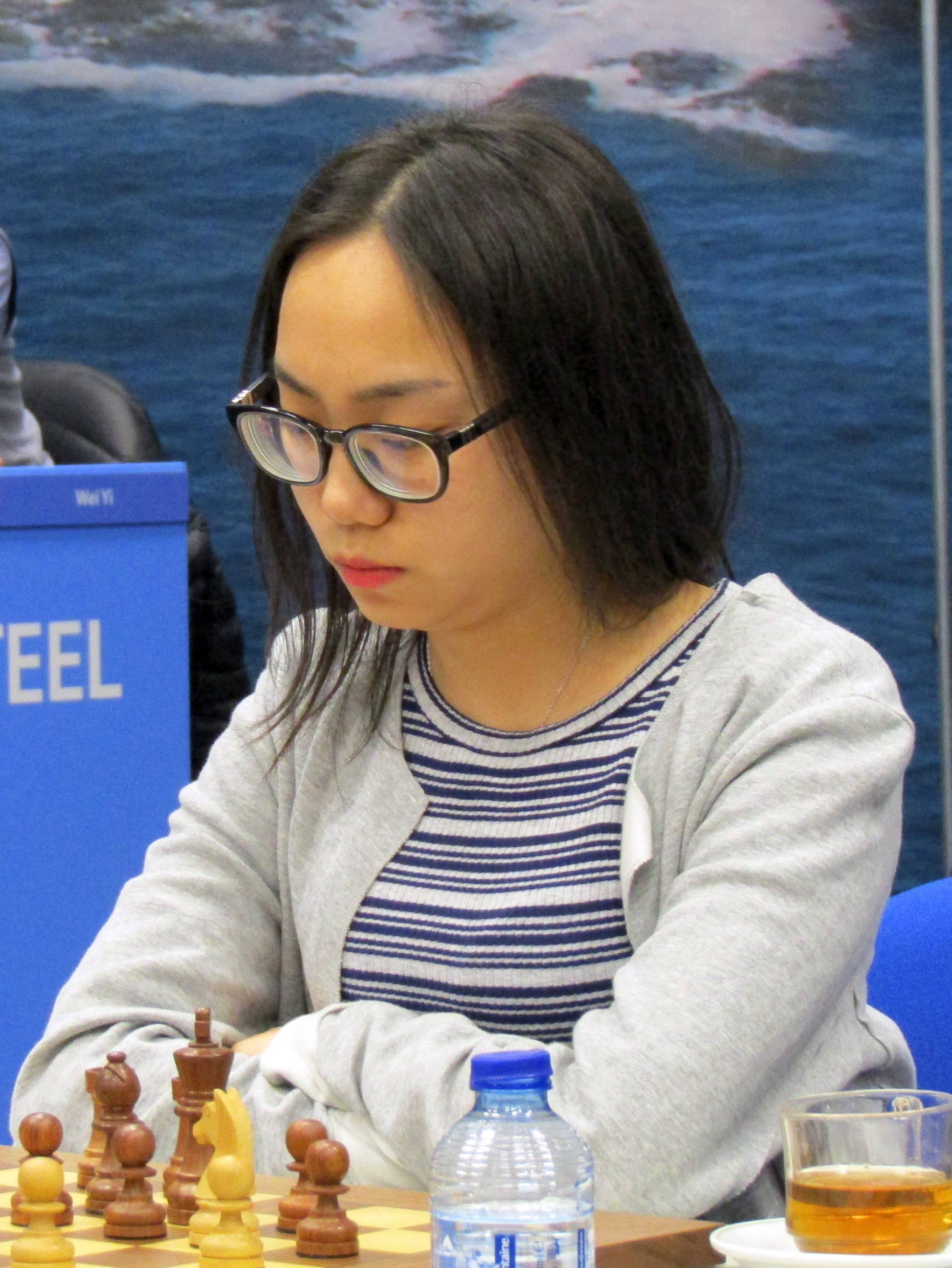
Lei Tingjie, de winnaar van het kandidatentoernooi

Het kandidatentoernooi werd gespeeld in 2022 en 2023. Het was de eerste keer dat het volgens een knock-outsysteem werd gespeeld. Het toernooi was verdeeld in twee poules, die elk twee kwartfinales en één halve finale speelden. Poule A, bestaande uit Humpy, Tingjie en de gezusters Moezytsjoek, werd gespeeld in Monaco. Poule B (Goryachkina, Kostenjoek, Lahno en Zhongyi) speelde in Xiva, Oezbekistan. De finale werd gespeeld in het voorjaar van 2023. Deze werd gewonnen door Lei Tingjie. Elke wedstrijd bestond uit vier partijen, behalve de finale, die bestond uit zes partijen. Dit is exclusief tiebreaks.

### Deelnemers
| Kwalificatie                                                          | Speler                 |
| --------------------------------------------------------------------- | ---------------------- |
| Verliezer match wereldkampioenschap schaken 2020                      | Aleksandra Goryachkina |
| Drie hoogst geëindigde spelers FIDE Wereldbeker 2021                  | Aleksandra Kostenjoek  |
| Drie hoogst geëindigde spelers FIDE Wereldbeker 2021                  | Tan Zonghyi            |
| Drie hoogst geëindigde spelers FIDE Wereldbeker 2021                  | Anna Moezytsjoek       |
| Twee hoogst geëindigde spelers in de FIDE Grand Swiss Tournament 2021 | Humpy Koneru           |
| Twee hoogst geëindigde spelers in de FIDE Grand Swiss Tournament 2021 | Kataryna Lahno         |
| Hoogst geëindigde speler FIDE Grand Prix 2019-2021                    | Lei Tingjie            |
| Speler met de hoogste rating                                          | Maria Moezytsjoek      |

### Uitslagen
|  | kwartfinale            | kwartfinale |                        |    | halve finale | halve finale |  |  | finale | finale |
|  |                        |             |                        |    |              |              |  |  |        |        |
|  |                        |             |                        |    |              |              |  |  |        |        |
|  |                        |             |                        |    |              |              |  |  |        |        |
|  |                        |             |                        |    |              |              |  |  |        |        |
|  | Humpy Koneru           | 3½          |                        |    |              |              |  |  |        |        |
|  | Humpy Koneru           | 3½          |                        |    |              |              |  |  |        |        |
|  | Anna Moezytsjoek       | 4½          |                        |    |              |              |  |  |        |        |
|  | Anna Moezytsjoek       | 4½          | Anna Moezytsjoek       | 1½ |              |              |  |  |        |        |
|  |                        |             | Anna Moezytsjoek       | 1½ |              |              |  |  |        |        |
|  |                        | Lei Tingjie | 2½                     |    |              |              |  |  |        |        |
|  | Lei Tingjie            | Lei Tingjie | 2½                     | 2½ |              |              |  |  |        |        |
|  | Lei Tingjie            |             |                        | 2½ |              |              |  |  |        |        |
|  | Maria Moezytsjoek      | 1½          |                        |    |              |              |  |  |        |        |
|  | Maria Moezytsjoek      | 1½          | Lei Tingjie            | 3½ |              |              |  |  |        |        |
|  |                        |             | Lei Tingjie            | 3½ |              |              |  |  |        |        |
|  |                        | Tan Zhongyi | 1½                     |    |              |              |  |  |        |        |
|  | Aleksandra Goryachkina | Tan Zhongyi | 1½                     | 2½ |              |              |  |  |        |        |
|  | Aleksandra Goryachkina |             |                        | 2½ |              |              |  |  |        |        |
|  | Aleksandra Kostenjoek  | 1½          |                        |    |              |              |  |  |        |        |
|  | Aleksandra Kostenjoek  | 1½          | Aleksandra Goryachkina | 1½ |              |              |  |  |        |        |
|  |                        |             | Aleksandra Goryachkina | 1½ |              |              |  |  |        |        |
|  |                        | Tan Zhongyi | 2½                     |    |              |              |  |  |        |        |
|  | Kateryna Lahno         | Tan Zhongyi | 2½                     | 3½ |              |              |  |  |        |        |
|  | Kateryna Lahno         |             |                        | 3½ |              |              |  |  |        |        |
|  | Tan Zhongyi            | 4½          |                        |    |              |              |  |  |        |        |
|  | Tan Zhongyi            | 4½          |                        |    |              |              |  |  |        |        |